# Harrison (Maine)
Harrison ist eine Town im Cumberland County des Bundesstaats Maine in den Vereinigten Staaten. Im Jahr 2020 lebten dort 2447 Einwohner in 1763 Haushalten auf einer Fläche von 95,3 km².

## Geografie
Nach dem United States Census Bureau hat Harrison eine Gesamtfläche von 95,3 km², von denen 86,0 km² Land und 9,3 km² Wasser sind.

### Geografische Lage
Harrison liegt im Nordwesten des Cumberland Countys. Im Westen grenzt der Long Lake an das Gebiet der Town und im Nordwesten liegt der Christal Lake. Im Norden grenzt der Island Pond an. Die östliche Grenze der Town bildet der Crooked River der in den Songo River mündet. Die Oberfläche des Gebietes ist hügelig, höchste Erhebung ist der zentral gelegene 271 m hohe Summit Hill.

### Nachbargemeinden
Alle Entfernungen sind als Luftlinien zwischen den offiziellen Koordinaten der Orte aus der Volkszählung 2010 angegeben.
- Norden: Waterford, Oxford County,8,6 km
- Nordosten: Norway, Oxford County, 6,6 km
- Osten: Otisfield, Oxford County, 11,5 km
- Süden: Naples, 4,9 km
- Westen: Bridgton, 8,7 km

### Stadtgliederung
Es gibt mehrere Siedlungsgebiete: Bolsters Mills (Bolster's Mills), Caswells Corner (Caswell's Corner), Deer Hill, Harrison, Maple Ridge, Scribners Mill, South Harrison, Stuarts Corner, Summit Hill, Temple Hill, Twin Bridges, West Harrison (ehemaliges Postamt in Harrison).

### Klima
Die mittlere Durchschnittstemperatur in Harrison liegt zwischen −7,8 °C (18° Fahrenheit) im Januar und 20,0 °C (68° Fahrenheit) im Juli. Damit ist der Ort gegenüber dem langjährigen Mittel der USA um etwa 9 Grad kühler. Die Schneefälle zwischen Oktober und Mai liegen mit bis zu zweieinhalb Metern mehr als doppelt so hoch wie die mittlere Schneehöhe in den USA; die tägliche Sonnenscheindauer liegt am unteren Rand des Wertespektrums der USA.

## Geschichte

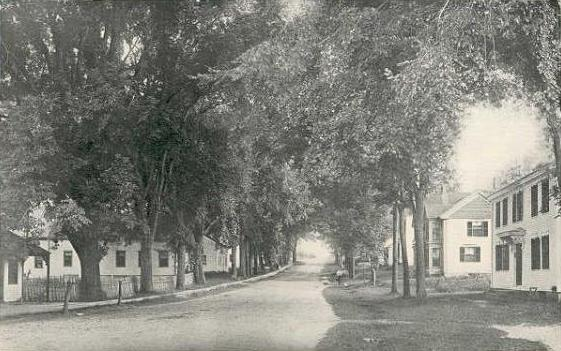
Straße in Harrison (1905)

Im Herbst 1792 bauten die Brüder John und Nathan Carsley aus Gorham ein Camp und besiedelten Land in Harrison. Während des Winters kehrten sie nach Gorham zurück, doch im folgenden März 1793 kamen sie mit ihren Frauen zurück. John Carley und seine Frau blieben in Harrison, sein Bruder Nathan Carsley und dessen Frau kehren im Jahr 1796 zurück nach Gorham. Somit ist John Carsley mit seiner Frau der erste permanente Siedler von Harrison. Es folgten weitere Pioniere.
Das Gebiet wurde als Grant an James Otis Jr. und weiteren Männern von Captain John Gorham für ihre Leistung in der Schlacht von Québec im Jahr 1690 durch den Massachusetts General Court im Jahr 1770 gegeben. Dieser Grant ersetzte einen älteren aus dem Jahr 1736, welcher inzwischen ausgelaufen war. Eine erste Siedlung wurde 1797 errichtet. Die town Harrison wurde am 8. März 1805 aus Teilen von Otisfield und Bridgton gegründet. Die town erhielt ihren Namen von Harrison Gray Otis aus Boston der in dieser Gegend viel Land besaß.
Der Abfluss des Crystal Lakes in den Long Lake lieferte Wasserkraft für die Industrie und James Sampson errichtete das erste Sägewerk und eine Getreidemühle. Im Laufe der Jahre folgten weitere Industrien, einschließlich einer Drahtzieherei, Schmieden, Steinmühle, Sattler, Gießerei, Wagenbauer, Bekleidungs- und Schuhhersteller. Scribner Mill, heute ein Museum wurde 1847 auf dem Crooked River errichtet. Am Bear River wurde im Jahre 1867 die Harrison Wasser Power Company gegründet und die Bear River Woolen Mill, die durch einen Brand im Jahre 1872 zerstört wurde.
Im Jahre wurde der 1832 dar Cumberland and Oxford Canal eröffnet, er verband Harrison mit Portland und dem Sebago Lake. Eine Serie von 27 Schleusen überwand den Höhenunterschied von Meereshöhe an der Casco Bay auf die Höhe des Sebago Lakes, 82 m (270 ft) über dem Meeresspiegel. Von dort weiter über den Songo River Brandy Pond, dann entlang des Fall Rivers nach Long Lake. Wie der Firmenname schon sagt, wurde der Kanal ursprünglich geplant um das Oxford County zu erreichen, doch er endete in Harrison. Das Stadtzentrum befindet sich mit Kais und Lagerhallen entlang des Ufers.
Im Jahre 1847 baute die Sebago Long Pond & Steam Navigation Company das erste Dampfschiff, genannt Fawn, das auf den Seen und Wasserwegen verkehrte. Es hatte dazu einen geringen Tiefgang. Die Seen entwickelten sich zu einem beliebten Sommertouristenziel, mit dem Elm House, später in The Elms Inn umbenannt, eröffnet im Jahr 1860. Als Portland and Ogdensburg Railroad eine Strecke zum Sebago Lake im Jahr 1870 einrichtete, wurde der Kanal als überholt aufgegeben. Beginnend mit dem Jahr 1898 brachte die Saco River Railroad, eine Schmalspurbahn, Passagiere und Fracht direkt in Harrison.
Heute ist Harrison als Naherholungsgebiet beliebt.

### Einwohnerentwicklung
| Volkszählungsergebnisse – Town of Harrison, Maine | Volkszählungsergebnisse – Town of Harrison, Maine | Volkszählungsergebnisse – Town of Harrison, Maine | Volkszählungsergebnisse – Town of Harrison, Maine | Volkszählungsergebnisse – Town of Harrison, Maine | Volkszählungsergebnisse – Town of Harrison, Maine | Volkszählungsergebnisse – Town of Harrison, Maine | Volkszählungsergebnisse – Town of Harrison, Maine | Volkszählungsergebnisse – Town of Harrison, Maine | Volkszählungsergebnisse – Town of Harrison, Maine | Volkszählungsergebnisse – Town of Harrison, Maine |
| Jahr                                              | 1800                                              | 1810                                              | 1820                                              | 1830                                              | 1840                                              | 1850                                              | 1860                                              | 1870                                              | 1880                                              | 1890                                              |
| ------------------------------------------------- | ------------------------------------------------- | ------------------------------------------------- | ------------------------------------------------- | ------------------------------------------------- | ------------------------------------------------- | ------------------------------------------------- | ------------------------------------------------- | ------------------------------------------------- | ------------------------------------------------- | ------------------------------------------------- |
| Einwohner                                         |                                                   | 439                                               | 789                                               | 1068                                              | 1243                                              | 1416                                              | 1251                                              | 1219                                              | 1168                                              | 1071                                              |
| Jahr                                              | 1900                                              | 1910                                              | 1920                                              | 1930                                              | 1940                                              | 1950                                              | 1960                                              | 1970                                              | 1980                                              | 1990                                              |
| Einwohner                                         | 969                                               | 967                                               | 901                                               | 966                                               | 1026                                              | 1026                                              | 1014                                              | 1045                                              | 1667                                              | 1951                                              |
| Jahr                                              | 2000                                              | 2010                                              | 2020                                              | 2030                                              | 2040                                              | 2050                                              | 2060                                              | 2070                                              | 2080                                              | 2090                                              |
| Einwohner                                         | 2315                                              | 2730                                              | 2447                                              |                                                   |                                                   |                                                   |                                                   |                                                   |                                                   |                                                   |

## Kultur und Sehenswürdigkeiten

### Bauwerke

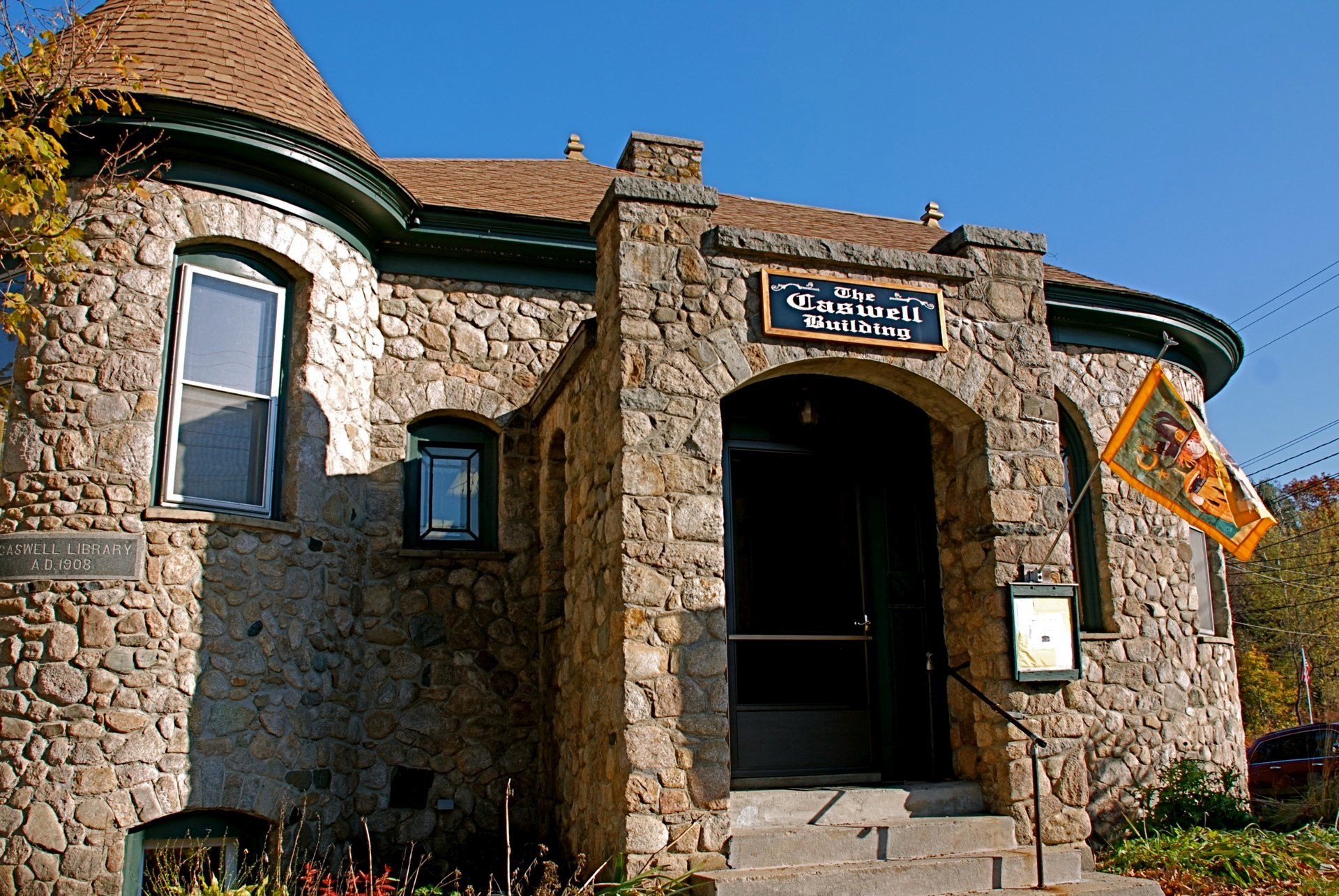
Harrison’s Caswell Library

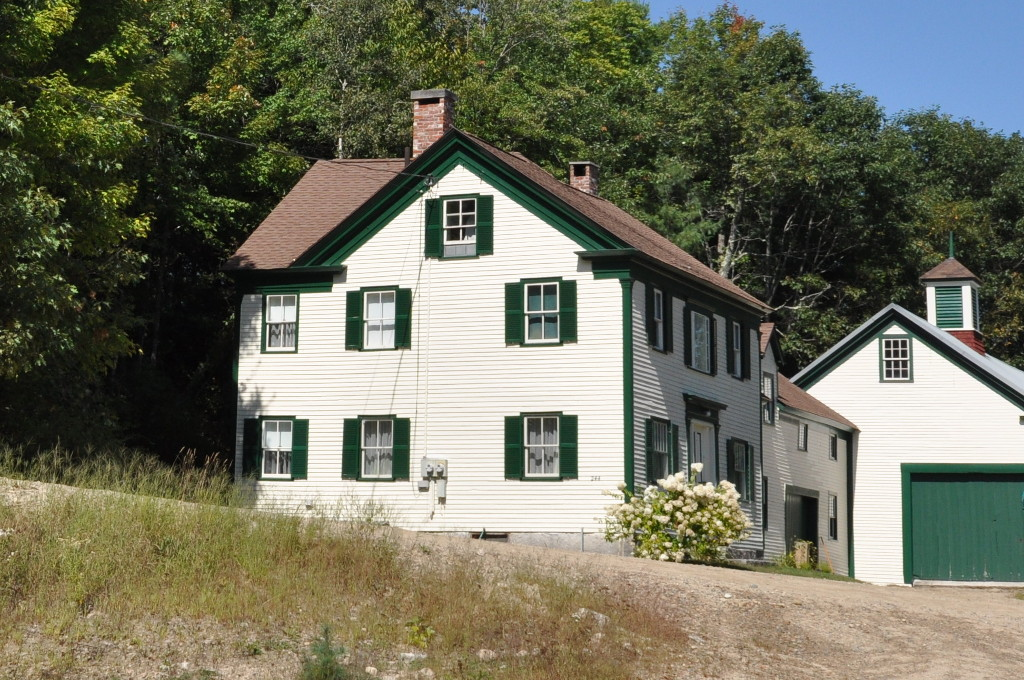
Scribners Homestead

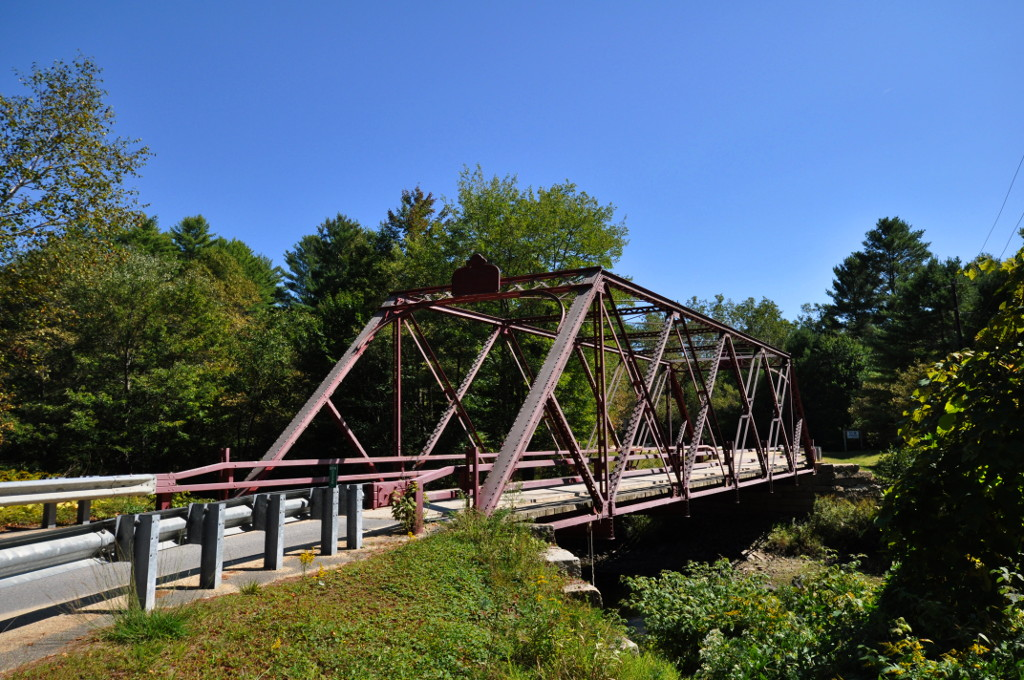
Ryefield Bridge 1

Fünf Bauwerke stehen unter Denkmalschutz und wurden ins National Register of Historic Places aufgenommen.
- Caswell Public Library (Former), aufgenommen 2005, Register-Nr. 05000056
- Deertrees Theatre, aufgenommen 1989, Register-Nr. 88003002
- Lakeside Grange #63, aufgenommen 2005, Register-Nr. 05001173
- Ryefield Bridge, aufgenommen 1999, Register-Nr. 99001193
- Scribner Homestead, aufgenommen 2001, Register-Nr. 01000368

## Wirtschaft und Infrastruktur

### Verkehr
Die Maine State Route 35 verläuft in nordsüdlicher Richtung entlang des westlichen Ufers des Long Lake und die Maine State Route 117 zweigt im Norden in östlicher Richtung von dieser ab.

### Öffentliche Einrichtungen
In Harrison gibt es keine medizinische Einrichtungen. Diese und auch Krankenhäuser finden sich in Brigton, Norway und South Paris.
Harrison besitzt eine öffentliche Bibliothek. Die Harrison Village Library befindet sich in der Front Street in Harrison.

### Bildung
Harrison gehört mit South Paris, Norway, West Paris, Hebron, Waterford, Oxford und Otisfield zum Maine School Administrative District 17 dem Oxford Hills School District.
Folgende Schulen stehen im Schulbezirk zur Verfügung:
- Oxford Hills Comprehensive High School in South Paris (9. bis 12. Schuljahr)
- Oxford Hills Technical School in Norway
- Oxford Hills Middle School in South Paris (7. bis 8. Schuljahr)
- Agnes Gray Elementary School in West Paris (PreK bis 4. Schuljahr)
- Guy E. Rowe Elementary School in Norway (PreK bis 6. Schuljahr)
- Harrison Elementary School in Harrison (3. bis 6. Schuljahr)
- Hebron Station School in Hebron (Kindergarten bis 6. Schuljahr)
- Otisfield Community School in Otisfield (Kindergarten bis 6. Schuljahr)
- Oxford Elementary in Oxford (PreK bis 6. Schuljahr)
- Paris Elementary School in South Paris (PreK bis 6. Schuljahr)
- Waterford Memorial School in Waterford (PreK bis 2. Schuljahr)